# Doryctobracon homosoma
Doryctobracon homosoma är en stekelart som först beskrevs av Fischer 1964.  Doryctobracon homosoma ingår i släktet Doryctobracon och familjen bracksteklar. Inga underarter finns listade i Catalogue of Life.